# Cryptachaea riparia
Cryptachaea riparia (Blackwall, 1834) è un ragno appartenente alla famiglia Theridiidae.

## Distribuzione
La specie è stata rinvenuta in varie località della regione paleartica.

## Tassonomia
Non sono stati esaminati esemplari di questa specie dal 2010.
Attualmente, a dicembre 2013, non sono note sottospecie